# Brooklyn Bounce
Brooklyn Bounce (рус. «Бруклин Баунс») — немецкая музыкальная группа, работающая в стиле Hard House, Euro Trance. В начале своего творческого пути была одной из самых востребованных и популярных танцевальных команд. За двенадцать лет было продано 2 500 000 CD с синглами группы. Одно из самых известных произведений Brooklyn Bounce «Bass, Beats and Melody» получило золотой статус, его продажи достигли 333 000 копий. Проект активно гастролировал, на сцене выступал Рене Беренс и две девушки танцовщицы, видеоклипы снимались на каждый сингл. После выхода альбома «X-pect the un-X-pected» в 2004 году у группы начался застой и творческий кризис, из коллектива ушёл один из основных продюсеров — Маттиас Менк. В 2010 году проект выпустил новый альбом «BB-Styles».

## История
Brooklyn Bounce был создан в 1996 году двумя диджеями Маттиасом Менком и Деннисом Бонном. Проект стал популярен благодаря их первому треку «The Theme (of Progressive Attack)», который Бонн и Менк разместили как заглавную композицию на своем сборнике «Progressive Attack». Первые треки были исполнены в стиле progressive house. Эволюционный путь группы был сложным и неоднозначным. После популярного в 90-е годы стиля House и всех его ответвлений в начале XXI века Brooklyn Bounce перешли на более коммерческое направление Hands-up, что ознаменовалось выходом сингла «Bass, Beats And Melody». Именно с появлением этой пластинки началась новая глава в жизни коллектива. В группу пришел «Diablo» из популярного австрийского коллектива 666, разнообразив вокальную часть трека Club Bizzare в 2001 году  Brooklyn Bounce и добавила ещё больше агрессивности в тексты. Также появление «Diablo» привело к новому витку популярности группы, поскольку харизма этого артиста и особая популярность, которую он завоевал, будучи фронтменом в 666, добавили множество новых поклонников Brooklyn Bounce.
Музыкальная концепция группы с появлением альбома «BB Nation» стала ещё более коммерческой. Тяга к максимальному успеху привела к окончательной трансформации группы из Progressive House в Euro Trance. Многие композиции этого альбома (Bring It Back, Everytime) были наполнены женским вокалом и мелодичными синтезаторными семплами, что роднило их со стилем Dancecore. Дальнейшее творчество группы радикально ничем не отличалось от альбома BB Nation, за исключением появления новых Hard House мотивов, проявившихся в утяжелении басовой линии.
В 2007 вышла переработанная версия трека «The Theme (Of Progressive Attack)». Хотя поклонники ожидали новых работ (не ремиксов и ремейков прошлых хитов) и значительного улучшения качества звучания, тем не менее всё, что было обещано Dennis Bohn, — это альбом кавер-версий на старые хиты Brooklyn Bounce и, возможно, несколько новых произведений. Считается, что сейчас группа переживает кризис и спад популярности. Это подтверждается как слабой активностью творческого крыла в лице Денниса Бона, поскольку с 2005 года всё, что издавалось группой, было лишь переработкой старого материала, не неся новых форм звучания, так и слабым гастрольным графиком группы, которая почти не выступает с концертами.
В 2010 году проект выпустил новый альбом «BB-Styles», который является компиляцией ремиксов на старые хиты группы, но при этом содержит 5 абсолютно новых треков. Первым синглом с альбома стала композиция «Megabounce».
После выпуска дополнения к альбому, которое носило название "More BB-Styles" в начале 2011 года, группа продолжала радовать нас всё новыми релизами, примерно каждые 3 месяца и так до конца 2012 года.
Начиная с 2013 года группа перестала выпускать такое огромное количество синглов и ремиксов и многие уже начали подумывать, что группа окончательно распалась, однако в конце года неожиданно выпустила новый релиз в стиле Хаус Can You Hear Us Calling совместно с Alex M. На сегодняшний момент самыми последними релизами группы стали совместные работы с Crystal Lake — Big Phatt Sounds, выпущенная в декабре 2013 года, и совсем неожиданный релиз, который вышел примерно через месяц в январе 2014 года Can You Feel The Bass, который ещё плюс ко всему был выпущен в трёх версиях.

## Релизы
Brooklyn Bounce выпустили множество синглов и альбомов. Часть из них была выпущена без официальной поддержки BB звукозаписывающими компаниями

### Синглы
- «The Theme (Of Progressive Attack)» (1996)
- «Get Ready To Bounce» (1997)
- «Take a Ride» (1997)
- «The Real Bass» (1997)
- «The Music’s Got Me» (1998)
- «Contact» (1998)
- «Listen To The Bells» (1998) (ограниченный тираж 2000 экземпляров)
- «Canda! (The Darkside Returns)» (1999)
- «Funk U» (1999)
- «Bass, Beats And Melody» (2000)
- «Born To Bounce (Music Is My Destiny)»  (2000) с Брюкс, Кристоф[2]
- «Club bizarre» (2001)
- «Loud & Proud» (2002)
- «Bring it back» (2002)
- «X2X (We Want More!)» (2003)
- «Crazy» (2004)
- «Sex, Bass & Rock’n’Roll» (2005)
- «Progressive D.E.V.I.L. (feat. 666)» (2007)
- «The Theme (Of Progressive Attack) Recall’08» (2007)
- «Get Ready To Bounce Recall’08» (2008)
- «Louder & Prouder (feat. Sample Rippers)» (2009)
- «Crazy 2010 (feat. Alex M. vs. Marc Van Damme)» (2010)
- «Bass, Beats & Melody Reloaded (feat. Sascha Ebert)» (2010)
- «Club Bizarre 2010 (feat. Dj's from Mars)» (2010)
- «Club Bizarre 2010 (Headhunterz & Noisecontrollers Remix)» (2010)
- «MegaBounce (feat. Megastylez)» (2010)
- «Sex, Bass & Rock'n'Roll 2k11 (feat. Dj's from Mars)» (2011)
- «Bass, Beats & 5 Seconds (feat. Maurizio Gubellini)» (2011)
- «Cold Rock A Party (feat. King Chronic)» (2011)
- «This Is How We Rock!» (2011)
- «Break The Rules (feat. Dj Zealot)» (2011)
- «The Music’s Got Me 2011 (feat. Discotronic)» (2011)
- «Canda! 2011 (feat. DafHouse)» (2011)
- «True Hardstyler (feat. Dj Zealot)» (2012)
- «Party Bounce (feat. Splash)» (2012)
- «The Theme 2012 (feat. Orgazmixound)» (2012)
- «Raving (feat. Giorno)» (2012)
- «Again & Again (feat. Nick Skitz, Basslouder)» (2012)
- «Can You Hear Us Calling» (feat. Alex M)» (2013)
- «Big Phatt Sounds (feat. Crystal Lake)» (2013)
- «Can You Feel The Bass (feat. Rainy)» (2014)
- «Keep It Alive (feat. Giorno)» (2014)
- «Play It Hard 2k14 (feat. DJ Dean)» (2014)
- «Hard Rave Soundz (feat. Derb)» (2014)  (выходил на сборнике Hard Rave Soundz vol.1)
- «Bounce Attack (feat. Steve Modana)» (2014)
- «Past, Present, Future (feat. Pulsedriver, Chris Deelay)» (2014)
- «To Be (feat. Lloerdy)» (2014)
- «The Original Bounce (feat. MC Trini)» (2015)
- «Beat Real Loud (feat. Danceboy)» (2015)
- «We Got That Sound (feat. Trash Gordon, Alexandra Prince)» (2015)
- «The Real Bass On My Mind (feat. Steve Modana)» (2015)
- «Balla Nation Reborn  (feat. DJ Dean)» (2015)
- «The Hour (feat. Jan Van Bass 10)» (2015)
- «Don't Stop (feat. Andrew Spencer)» (2015)
- «Rock The Party (feat. Nick Skitz & Raverockerz)» (2016)
- «Run It (feat. Loca Noise)» (2016)
- «Oldskool Bounce (feat. Tom Pulse, E-Wok)» (2016)
- «Bass Loud Beats Proud  (feat. Steve Modana)» (2016)
- «Light & Sound (feat. Tube Tonic)» (2016)
- «Make Us Bounce (feat. Section 1)» (2017)
- «B.A.D. (feat. Section 1)» (2017)
- «Give It A Go (feat. Silver Nikan)» (2017)
- «Back2Bass» (2017)
- «Don't Stop It (VIP Mix) (feat. Andrew Spencer)» (2021)
- «Tricky Bounce (feat. Discotronic, Moodygee)» (2021)
- «Rave All Night (feat. Paffendorf)» (2021)
- «The Vibe (feat. Dr. Skull)» (2021)
- «Old School Party (feat. Jenz im Glück)» (2021)
- «Rave Hard (feat. Paffendorf)» (2022)
- «Attack (feat. Jenz Im Glück)» (2022)
- «I Get High (feat. Dj Zealot)» (2023)
- «Bass & Love (feat. Deso Latee & Samantha Lawrence)» (2024)
- «The At-Mos-Phere (feat. Woody Van Eyden)» (2025)
- «Bass, Beats & Melody 2025 (feat. Gabry Ponte)» (2025)
- «Rave Until We Die (feat. Paffendorf, Jens O.)» (2025)
- «Derb (feat. Dj Gollum, Derb)» (2025)

### Альбомы
- «The Beginning» (1996)
- «The Second Attack» (1997)
- «Re-mixed collection» (1998)
- «Restart» (2001)
- «BB Nation» (2002)
- «X-pect the un-X-pected» (2004)
- «Sex, Clubs & Rock’n’Roll: Best of Brooklyn Bounce» (2006) (Только для Австралии)
- «System Shock (The Lost Album 1999)» (web-release)
- «BB-Styles (BB-Styles Special Edition)» (2010)
- «More BB-Styles» (2011)
- «The Re-mixed Collection vol. 2» (2014)
- «Hands On Brooklyn Bounce Hardstyle» (2014)
- «Bounce Over Pumpingland» (2014)

### Неофициальные Издания
- «Hack the planet» (1999)
- «Tiempo de la luna» (2000) (Неофициальный сингл, выпущенный в Скандинавии)
- «The Progressive Years» (2000) (Альбом лучших треков, выпущенный Edel)
- «Best of Brooklyn Bounce» (2004) (Альбом лучших треков, выпущенный Sony Music)